# Nykolajevka-3
Nykolajevka-3 är en by i Belarus.   Den ligger i voblasten Mahiljoŭs voblast, i den nordöstra delen av landet, 190 km öster om huvudstaden Minsk. Nykolajevka-3 ligger 181 meter över havet och antalet invånare är 136.

## Natur och klimat
Terrängen runt Nykolajevka-3 är platt. Runt Nykolajevka-3 är det ganska tätbefolkat, med 192 invånare per kvadratkilometer.. Närmaste större samhälle är Mahiljoŭ, 4,1 km sydväst om Nykolajevka-3.
I omgivningarna runt Nykolajevka-3 växer i huvudsak blandskog.